# Take a Message to Mary
Take a Message to Mary – piosenka zaaranżowana i nagrana przez Boba Dylana w maju 1969 r. Kompozycja została umieszczona na albumie Self Portrait wydanym w czerwcu 1970 r.

## Historia i charakter utworu
Piosenka została skomponowana i napisana przez Boudleaux Bryanta i jego żonę Felice Bryant. Byli oni jednymi z najpłodniejszych autorów piosenek. W ciągu ponad 40 lat stworzyli ponad 3000 piosenek, które sprzedały się na świecie w liczbie ponad 300 milionów kopii. Prawie wszystkie wczesne piosenki Everly Brothers zostały napisane przez nich.
Piosenka "Take a Message to Mary" została także napisana dla Braci. Tytułowa wiadomość (ang. message) ma być zaniesiona do ukochanej nadawcy. Treścią jest informacja, że jej ukochany przebywa gdzieś tam (nawet w Timbuktu); jednak jest to wiadomość fałszywa, gdyż tak naprawdę przebywa w więzieniu skazany za morderstwo.
Dylan nagrał piosenkę na trzeciej sesji nagraniowej 3 maja 1969 r. Innymi nagranymi wtedy utworami były "Blue Moon" oraz "Ring of Fire" i "Folsom Prison Blues". Te dwie ostatnie zostały odrzucone.
Piosenka ta należy do tych utworów albumu, których da się słuchać bez zbytniej irytacji. Trzeba jednak w tym celu przetrzymać typowy dla tej płyty koszmarny chórek żeński.

## Muzycy
Sesja 3
- Bob Dylan – gitara, harmonijka, wokal, pianino
- Chórek żeński

## Wykonania piosenki przez innych artystów
- Everly Brothers – Fabulous Style of the Everly Brothers (1960)
- Flying Burrito Brothers – Back to the Sweethearts (1996)
- Don Cherry – Chery Picked (1997)